# Atonia ancylocera
Atonia ancylocera är en tvåvingeart som först beskrevs av Ignaz Rudolph Schiner 1868.  Atonia ancylocera ingår i släktet Atonia och familjen rovflugor. Inga underarter finns listade i Catalogue of Life.